# Blindspot
Blindspot is een Amerikaanse televisieserie, bedacht door Martin Gero. De reeks ging op 21 september 2015 in première op de Amerikaanse zender NBC, en is in Vlaanderen op de zenders VIER en ZES te zien en in Nederland bij Veronica TV.
De reeks draait rond het personage 'Jane Doe' (gespeeld door Jaimie Alexander), een onbekende vrouw die vol staat met tatoeages, die leiden naar de oplossing van verschillende misdaden.
Op 10 mei 2019 kondigde NBC aan dat er een vijfde, laatste seizoen komt. Dit seizoen werd uitgezonden van 7 mei 2020 t/m 23 juli 2020.

## Verhaal
De FBI wordt naar Times Square in New York geroepen, waar een verdachte tas gevonden is. Wanneer de FBI arriveert, blijkt dat er een naakte vrouw in de tas ligt, die volledig bedekt is met tatoeages. De vrouw lijdt echter aan geheugenverlies, en weet niet meer wie ze is en hoe ze aan al die tatoeages komt. Al snel beseffen de FBI agenten dat iedere tatoeage op haar lichaam leidt naar een mysterie, waarbij een misdrijf moeten worden voorkomen of opgelost.

## Seizoenenoverzicht
| Seizoen | Aantal afleveringen | Originele uitzenddatum          |  |
| ------- | ------------------- | ------------------------------- |  |
| 1       | 23                  | 21 september 2015 – 23 mei 2016 |  |
| 2       | 22                  | 14 september 2016 – 17 mei 2017 |  |
| 3       | 22                  | 27 oktober 2017 – 18 mei 2018   |  |
| 4       | 22                  | 12 oktober 2018 – 31 mei 2019   |  |
| 5       | 11                  | 7 mei 2020 – 23 juli 2020       |  |

## Rolverdeling
Legende:
 Hoofdrol
 Bijrol
 Gastrol
 Niet aanwezig
| Acteur                      | Personage              | Aantal afleveringen | Aantal afleveringen | Aantal afleveringen | Aantal afleveringen | Aantal afleveringen |
| Acteur                      | Personage              | S1                  | S2                  | S3                  | S4                  | Totaal              |
| --------------------------- | ---------------------- | ------------------- | ------------------- | ------------------- | ------------------- | ------------------- |
| Sullivan Stapleton          | Kurt Weller            | 23                  | 22                  | 22                  | 18                  | 85                  |
| Jaimie Alexander            | Jane Doe               | 23                  | 22                  | 22                  | 18                  | 85                  |
| Rob Brown                   | Edgar Reade            | 23                  | 22                  | 22                  | 18                  | 85                  |
| Audrey Esparza              | Natasha "Tasha" Zapata | 23                  | 22                  | 22                  | 18                  | 85                  |
| Ashley Johnson              | Patterson              | 23                  | 22                  | 22                  | 18                  | 85                  |
| Ukweli Roach                | dr. Robert Borden      | 23                  | 16                  | 2                   | 1                   | 42                  |
| Marianne Jean-Baptiste      | Bethany Mayfair        | 23                  |                     |                     |                     | 23                  |
| François Arnaud             | Oscar                  | 16                  |                     |                     |                     | 16                  |
| Luke Mitchell               | Ian "Roman" Kruger     |                     | 22                  | 22                  | 7                   | 51                  |
| Archie Panjabi              | Nas Kamal              |                     | 19                  | 1                   |                     | 20                  |
| Michelle Hurd               | Shepherd               |                     | 22                  | 2                   | 2                   | 26                  |
| Mary Stuart Masterson       | Eleanor Hirst          |                     |                     | 10                  | 1                   | 11                  |
| Trieste Kelly Dunn          | Allison Knight         | 7                   | 7                   |                     | 1                   | 15                  |
| Ennis Esmer                 | Rich Dotcom            | 2                   | 2                   | 10                  | 17                  | 31                  |
| Josh Dean                   | Boston Arliss Crab     | 1                   | 2                   | 1                   | 6                   | 10                  |
| Jordana Spiro               | Sarah Weller           | 10                  |                     |                     |                     | 10                  |
| Jay O. Sanders              | Bill Weller            | 10                  |                     |                     |                     | 10                  |
| Michael Gaston              | Thomas Carter          | 8                   |                     |                     |                     | 8                   |
| Joe Dinicol                 | David                  | 6                   |                     | 1                   |                     | 7                   |
| Sarita Choudhury            | Sofia Varma            | 5                   |                     |                     |                     | 5                   |
| Aaron Abrams                | Matthew Weitz          | 3                   | 3                   | 1                   | 8                   | 15                  |
| Li Jun Li                   | dr. Karen Sun          |                     | 6                   |                     |                     | 6                   |
| Jonathan Patrick Moore      | Oliver Kind            |                     | 7                   |                     |                     | 7                   |
| Chad Donella                | Jake Keaton            |                     | 4                   | 5                   | 5                   | 14                  |
| Tori Anderson               | Blake Crawford         |                     |                     | 10                  | 2                   | 12                  |
| David Morse                 | Hank Crawford          |                     |                     | 6                   |                     | 6                   |
| Mary Stuart Masterson       | Eleanor Hirst          |                     |                     | 10                  | 1                   | 11                  |
| Mary Elizabeth Mastrantonio | Madeline Burke         |                     |                     |                     | 13                  | 13                  |